# Trump International Hotel and Tower (Nowy Jork)
Trump International Hotel and Tower – wieżowiec znajdujący się w Nowym Jorku, na Manhattanie, położony przy alei Central Park West, po północnej stronie placu Columbus Circle. Budynek ma 178 m wysokości i jest własnością The Trump Organization. Oferuje pokoje hotelowe, apartamenty i sale konferencyjne, ponadto mieści się w nim również restauracja.

## Historia
Budynek został zbudowany w latach 1968–1970 według projektu architekta Thomasa E. Stanleya. Inwestorem była firma Gulf and Western Industries, stąd oryginalna nazwa obiektu brzmiała Gulf and Western Building. Budynek ten, zaprojektowany z myślą o użytku biurowym, wzniesiono w odosobnieniu, z dala od innych wieżowców. Z tego powodu początkowo lekko kołysał się podczas silnych wiatrów, z czego wynikały drobne niedogodności przy użytkowaniu go, niespotykane w wieżowcach położonych w skupisku.
W 1994 roku przedsiębiorca i miliarder Donald Trump zainteresował się budynkiem. Planował przekształcenie go w hotel, w którym mieściłyby się również apartamenty w ramach kondominium. Lokalny plan zagospodarowania przestrzennego stanowił, że tylko około 200 pomieszczeń w komercyjnym wieżowcu może być wykorzystane na apartamenty, natomiast jego dolna część – do 14. piętra – ma być przeznaczona na pokoje hotelowe.
Realizowana przez przedsiębiorstwo Donalda Trumpa przebudowa trwała w latach 1995–1997. Przed rozpoczęciem prac budowlanych, budynek był wynajmowany przez firmę Paramount Communications. Dzierżawa wygasła w kwietniu 1995 roku i wtedy prace mogły się rozpocząć. Podczas trwającej dwa lata i kosztującej 230 milionów dolarów inwestycji wzmocniono konstrukcję budynku tak, aby była bardziej sztywna i stabilna, a przez to mniej podatna na wpływ silnych wiatrów. Ponadto rozebrano starą elewację i zainstalowano nową, zaprojektowaną przez Philipa Johnsona i Costasa Kondylisa.
Budynek został wykorzystany w filmie Tower Heist: Zemsta cieciów z 2011 roku.